# Museo de Antropología de Xalapa
El Museo de Antropología de Xalapa, también conocido por sus siglas, MAX, el cual se encuentra localizado en Xalapa, Veracruz.

## Historia
El primer museo de antropología fue creado en 1957. Un segundo espacio en los terrenos que ocupó el antiguo Molino de San Roque fue inaugurado el 20 de noviembre de 1960 y para 1966 se edificó un segundo espacio de planta circular para conservar el material etnográfico.
El actual proyecto museístico surgió como parte de la Universidad Veracruzana en 1986, apoyado por el entonces gobernador Agustín Acosta Lagunes en el mismo espacio del museo anterior. El museo fue inaugurado el mismo año.

## Arquitectura
El área de exhibición del MAX cuenta ahora con más de 9 mil metros cuadrados, en los que se distribuyen cerca de dos mil quinientas piezas de arte prehispánico. Esta área abarca un vestíbulo, una galería con 18 desniveles, 6 salas, y 3 patios cubiertos. La forma alargada y la disposición consecutiva en que se presenta la colección permanente, rinden homenaje a la geografía de Veracruz. De igual modo, las ventanas cuadrangulares evocan los nichos característicos de la arquitectura de la zona arqueológica de El Tajín. 
El edificio posee, además, un auditorio para 329 personas, una sala para exposiciones temporales, un mezanine, una cafetería y una librería. Lo rodean extensos jardines con una nutrida y siempre verde vegetación.
El proyecto arquitectónico estuvo a cargo del arquitecto estadounidense Raymond Gómez del despacho de Edward Durell Stone y del arquitecto mexicano Sergio Mejía Ontiveros. Su construcción duró 15 meses. La museografía quedó a cargo de Iker Larrauri y Fernando Gamboa.

## Salas de exhibición
El espacio cuenta con dos salas de exposiciones temporales.
Las salas permanentes que integran al museo son:
- Sala Olmeca
- Sala Totonaca.
- Sala Huasteca

## Colecciones
En todos estos espacios se encuentra la segunda mayor colección del mundo de arte prehispánico de Mesoamérica alrededor de 2 500 piezas, fundamentalmente de las culturas olmeca, totonaca y huasteca, entre otros pueblos del golfo de México, así como una extensa exposición sobre la etnografía de los pueblos indígenas actuales del estado de Veracruz. Entre las piezas emblemáticas que tiene este museo se encuentran: 
- Colección de siete cabezas colosales así como el Monumento 1 de San Lorenzo.
- Señor de Las Limas
- Estela de La Mojarra
- Colección de «caritas sonrientes» de la civilización totonaca
- Colección de esculturas de Cihuateteo de la zona arqueológica de El Zapotal
- Colección de las piezas conocidas como yugos, hachas y palmas totonacas
- El adolescente huasteco
- Señor de Ozuluama

## Premios
- Premio de Arquitectura del Paisaje por la Sociedad de Arquitectos Paisajistas de México en 2000.[5][3]